# Licia Calderón
Alicia Palacios Calderón (Alicante; 5 de noviembre de 1933), conocida como Licia Calderón, es una actriz española nacida en Alicante.

## Biografía
Sus inicios en el mundo del espectáculo se sitúan en el género de la Revista, interviniendo en El águila de fuego (1956) con la principal estrella del género, Celia Gámez y Una muchachita de 800 años (1958), con José Muñoz Román en el Teatro Martín de Madrid.
De forma simultánea comienza a trabajar en cine, y rueda Las muchachas de azul (1957) de Pedro Lazaga, con Tony Leblanc y Fernando Fernán Gómez, El hombre que viajaba despacito (1957) de Joaquín Luis Romero Marchent con Miguel Gila, Historias de Madrid (1958) de Ramón Comas, de nuevo con Leblanc o  Tres de la Cruz Roja (1961) de Fernando Palacios y Tú y yo somos tres (1964).
A partir de 1962 espacia sus apariciones en la gran pantalla y rueda desde entonces tan sólo nueve películas, entre ellas el spaghetti western Lo quiero muerto, siendo la última (1987) centrando su carrera en el teatro. En sucesivos años estrenaría, entre otras, Juegos de sociedad (1963) de Juan José Alonso Millán, El alma se serena (1969) del mismo autor, Sé infiel y no mires con quién (1972) y Los peces rojos  (1975) de Jean Anouilh, Esta noche, gran velada (1983) de Fermín Cabal, Las tormentas no vuelven (1982), Violines y trompetas (1978) y Entre mujeres (1988) las tres últimas películas de Santiago Moncada.
Tras 16 años de convivencia, en 1989 contrajo matrimonio con el actor Jesús Puente con el que tuvo una hija, Jesusa "Chesu" Puente Palacios, nacida en 1979.
Durante las décadas de 1970 y 1980 realizó también algunas incursiones en el mundo de la televisión, sobre todo piezas de teatro televisado como las versiones de Juegos de sociedad (1978), Celos del aire (1979) o La hechicera en palacio (1985), además de algún episodio en series como Del dicho al hecho (1971), protagonizada por Fernando Fernán Gómez o Las doce caras de Eva (1971).
En 2001 regresa a los escenarios con un nuevo montaje de Eloísa está debajo de un almendro a la que seguiría, un año más tarde, El águila y la niebla.
En su ciudad natal existe una calle con su nombre.